# Foxfire
Foxfire – wieś w Stanach Zjednoczonych, w stanie Karolina Północna, w hrabstwie Moore.